# Río de Jesús
Río de Jesús es un corregimiento y ciudad cabecera del distrito de Río de Jesús en la provincia de Veraguas, República de Panamá. La localidad tiene 2.484 habitantes (2010).